# Durante la tormenta
Durante la tormenta es una película del año 2018, dirigida por Oriol Paulo y protagonizada por Adriana Ugarte y Chino Darín.

## Argumento
Una misteriosa interferencia entre dos tiempos provoca que Vera, una madre felizmente casada, salve la vida de un niño que vivió en su casa 25 años antes. Pero las consecuencias de su buena acción provocan una reacción en cadena que hace que despierte en una nueva realidad donde su hija nunca ha nacido.

## Reparto
- Álvaro Morte como David Ortiz
- Javier Gutiérrez como Ángel Prieto
- Adriana Ugarte como Vera Roy
- Chino Darín como Inspector Nicolás Lasarte Leiras
- Nora Navas como Clara Medina
- Luna Fulgencio como Gloria Ortiz Roy
- Miquel Fernández como Aitor Medina
- Francesc Orella como Doctor Fell
- Clara Segura como Hilda Weiss
- Silvia Alonso como Enfermera Mónica
- Aina Clotet como Úrsula Abad
- Ana Wagener como Inspectora Dimas
- Belén Rueda como Dra. Karen Sardón
- Julio Bohigas-Couto como Nico Lasarte (niño)
- Marco de Francisco como Aitor Medina niño
- Ruth Llopis como Profesora Miranda
- Albert Pérez como Román
- Mima Riera como María Lasarte